# 불량한 가족
"불량한 가족"은 2020년에 개봉한 대한민국의 영화이다.

## 캐스팅
- 박원상 : 현두 역
- 박초롱 : 유리 역
- 도지한 : 고대국 역
- 김다예 : 다혜 역
- 서지희 : 나미 역
- 박유하 : 유하 역
- 이가원 : 지애 역
- 박하은 : 수민 역
- 김영희 : 할머니 역
- 안여진 : 동현 모 역
- 이승아 : 유리 모 역
- 안재성 : 동현 역
- 김민동 : 레모나 남 역
- 좌채원 : 레모나 녀 역
- 이인하 : 502호 여자 역
- 홍나현 : 혜령 역
- 윤영목 : 닥터 송 역
- 박신후 : 노숙자 역
- 박진성 : 악기점 주인 역
- 김자성 : 폰팔이 역
- 이진희 : 카페점원 역
- 김동건 : 대기업남 역
- 이채린 : 통신사직원 역
- 정원 : 떡볶이사장 역
- 김병철 : 경찰 역
- 조혜림 : 여경찰 역
- 박주환 : 취객 역
- 성일 : 혼술남 / 호통남 역
- 선비 : 버스킹 가수 역
- 염승재 : 버스킹 기타 역
- 장혜준 : 아이 역
- 최숙규 : 버스승객 1 역
- 김성연 : 버스기사  역
- 주영호 : 독사 역 (특별출연)
- 하주희 : 선생님 역 (특별출연)